# Aenasius
Aenasius är ett släkte av steklar. Aenasius ingår i familjen sköldlussteklar.

## Dottertaxa tillAenasius, i alfabetisk ordning[1]
- Aenasius abengouroui
- Aenasius advena
- Aenasius arizonensis
- Aenasius bolowi
- Aenasius brethesi
- Aenasius caeruleus
- Aenasius chapadae
- Aenasius chilecito
- Aenasius cirrha
- Aenasius comperei
- Aenasius connectens
- Aenasius dives
- Aenasius flandersi
- Aenasius frontalis
- Aenasius hyettus
- Aenasius indicus
- Aenasius insularis
- Aenasius kerrichi
- Aenasius lepelleyi
- Aenasius longiscapus
- Aenasius lua
- Aenasius lucidus
- Aenasius maplei
- Aenasius martinii
- Aenasius masii
- Aenasius mitchellae
- Aenasius nitens
- Aenasius parvus
- Aenasius paulistus
- Aenasius pelops
- Aenasius pergandei
- Aenasius phenacocci
- Aenasius philo
- Aenasius punctatus
- Aenasius quezadai
- Aenasius regularis
- Aenasius simlaensis
- Aenasius subbaraoi
- Aenasius tachigaliae
- Aenasius vexans
- Aenasius zeuxis